# Alte Synagoge (Elberfeld)
Die Alte Synagoge war von 1865 bis 1938 das Versammlungshaus der Juden in Elberfeld (ab 1929 Stadtteil von Wuppertal), bis zum Bau der Barmer Synagoge 1897 diente sie auch den Juden Barmens als Synagoge.

## Geschichte

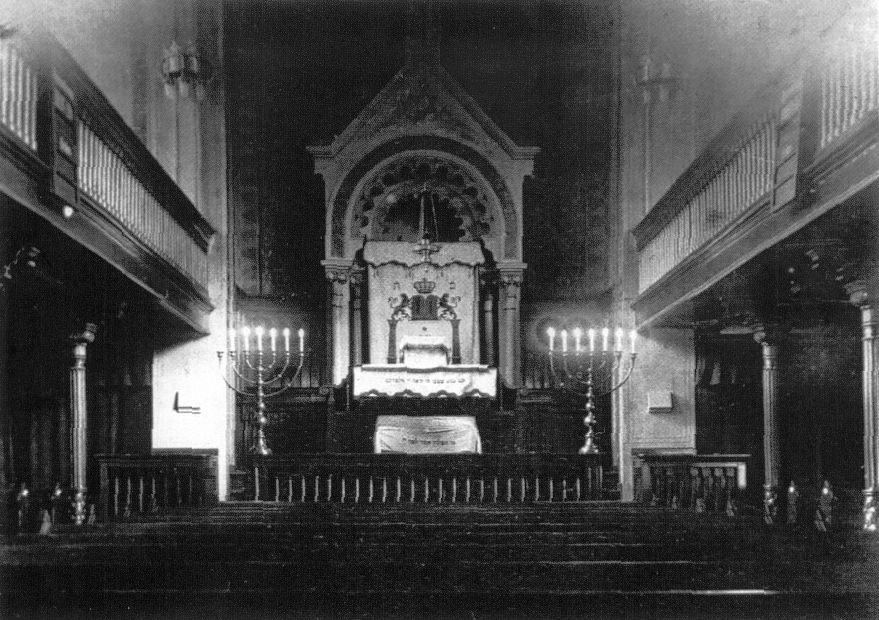
Inneres der Synagoge

Die Zahl der Elberfelder Juden wuchs in den Jahren 1812 bis 1900 von 56 auf 1664 Personen. Die Versammlungen und gemeinsamen Gebete wurden Anfang des 19. Jahrhunderts in verschiedenen Bethäusern in privatem Rahmen abgehalten. Versuche zur Gründung einer regulären Gemeinde mit Vorstand und angestelltem Rabbiner scheiterten immer wieder. 1847 trat das Gesetz über die Verhältnisse der Juden in Kraft, das in § 41 die ordentliche Wahl eines Gemeindevorstands für alle jüdischen Gemeinden vorschrieb. Daraufhin gründeten am 29. Januar 1852 27 Elberfelder und 10 Barmer Männer die Synagogen-Gemeinde in Elberfeld-Barmen. 1863 erwarb die Gemeinde von dem Kaufmann Johann Hermann Opterbeck ein Grundstück an der Genügsamkeitsstraße zum Bau einer Synagoge mit angeschlossener Schule. Den Auftrag zum Entwurf erhielten die Architekten Hermann Ende und Wilhelm Böckmann, 1864–1865 wurde das Gebäude errichtet und am 15. September 1865 feierlich mit dem Einzug der Tora-Rollen und ihrem Einstellen in den Schrein eingeweiht.
Zur Architektur des Baus sind nur wenige Dokumente erhalten, die genauere Gestalt des Gebäudes ist heute nicht mehr nachzuvollziehen. Man vermutet eine dreischiffige Halle, das Mittelschiff rund 1,5 m höher als die Seitenschiffe, über denen die Frauenemporen angebracht waren. Der Raum hatte die Grundmaße von etwa 16 mal 12 Metern. Aus der dreiteiligen Eingangsfassade mit drei großen Rundfenstern trat ein etwas höherer Mittelrisalit hervor, der von einer offenen turmähnlichen Laterne gekrönt war. Die Länge des Schiffes entsprach fünf Fensterachsen an den Längsseiten.

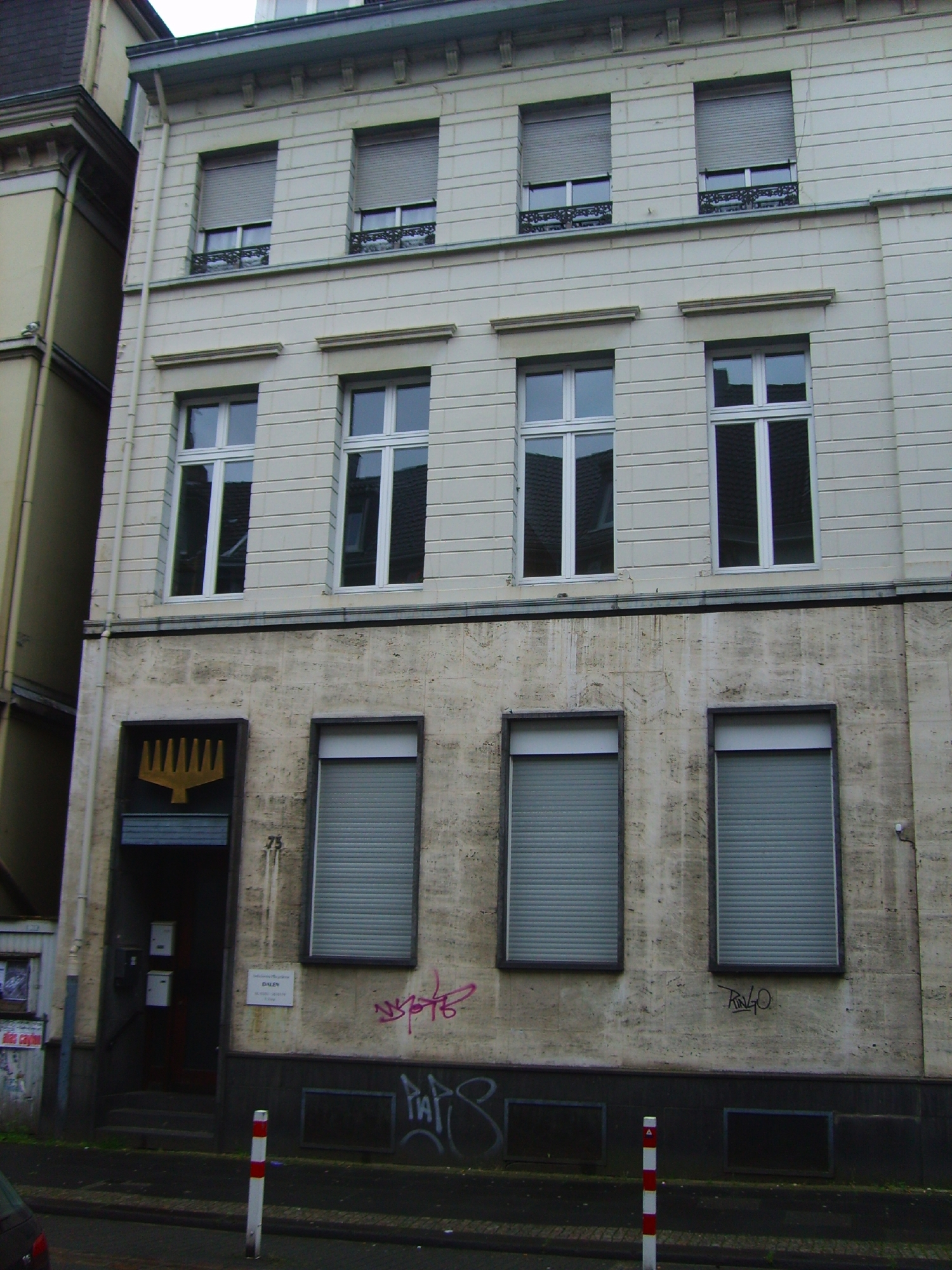
Ehemaliges jüdisches Altersheim

Größere Umbauten wurden offenbar 1875 vorgenommen, die vor allem der technischen Erneuerung und dem Einbau einer Kanzel und einer Orgelempore dienten. Nach der Jahrhundertwende trug sich die trotz der Abspaltung der Barmer Juden immer größer werdende Gemeinde mit Plänen zu einem größeren Neubau, dessen Ausführung offenbar durch die Ereignisse des Ersten Weltkriegs verhindert wurde.
Zu Anfang des 20. Jahrhunderts wirkten in der jüdischen Gemeinde Elberfeld der Rabbiner Joseph Norden und der Kantor Hermann Zivi.
Die Elberfelder Synagoge wurde in den frühen Morgenstunden des 10. November 1938, in der  Reichspogromnacht, wie alle übrigen jüdischen Gebäude Wuppertals in Brand gesteckt und zerstört. In einem Prozess in den Jahren 1948 bis 1949 wurde die wesentliche Rolle der Feuerwehr bei der Brandlegung dokumentiert.
Nach dem Zweiten Weltkrieg nutzte die schon 1945 wieder gegründete jüdische Gemeinde Wuppertals den ehemaligen Speisesaal des 1913 gegründeten Altersheims in der Friedrich-Ebert-Straße (früher Königstraße), das ihr 1959 rückübereignet wurde, als Synagoge.

## Gedenken

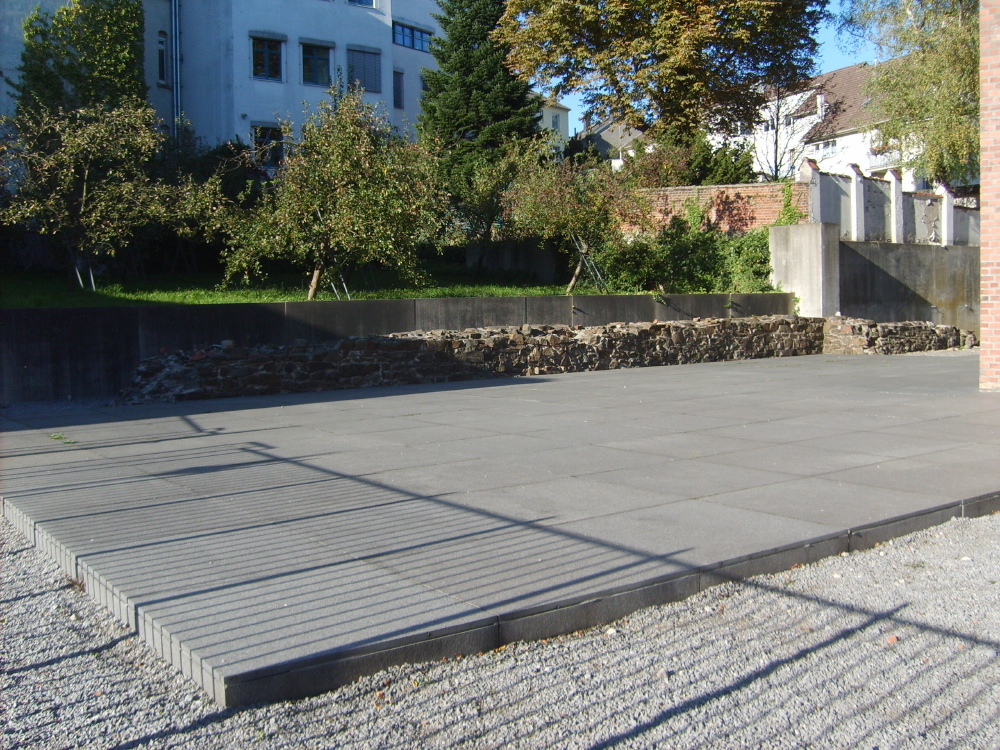
Reste der nördlichen Kellermauer, davor der durch Granitplatten nachgezeichnete Grundriss des Gebäudes

Am brachliegenden Ort der Alten Synagoge wurde 1962 eine Gedenktafel angebracht. 1994 wurde mit dem Neubau der Begegnungsstätte Alte Synagoge Wuppertal ein Ausstellungs- und Begegnungszentrum geschaffen, das die Geschichte der Juden in Wuppertal und der Umgebung erforscht und dokumentiert. Granitplatten im Boden sowie Mauerreste im Außenbereich deuten den Standort der alten Synagoge an.
Erst mit dem Bau der Bergischen Synagoge in Barmen 2002 erhielt die nach dem Zerfall der Sowjetunion auf über 2.000 Mitglieder angewachsene jüdische Gemeinde in Wuppertal und Umgebung wieder ein großes, repräsentatives Gotteshaus.